# Baroa vatala
Baroa vatala är en fjärilsart som beskrevs av Swinhoe 1894. Baroa vatala ingår i släktet Baroa och familjen björnspinnare. Inga underarter finns listade i Catalogue of Life.